# Edilberto Campadese
Edilberto Campadese (Milano, 28 marzo 1915 – Novara, 2 gennaio 2003) è stato un bobbista italiano.

## Biografia
Partecipò con la Nazionale di bob dell'Italia alle Olimpiadi di Sankt Moritz 1948, classificandosi al 6º posto nel bob a quattro con Nino Bibbia, Gian Carlo Ronchetti e Luigi Cavalieri, mentre nel bob a due giunse all'8º posto con Nino Bibbia.